# كلية التمريض الملكية

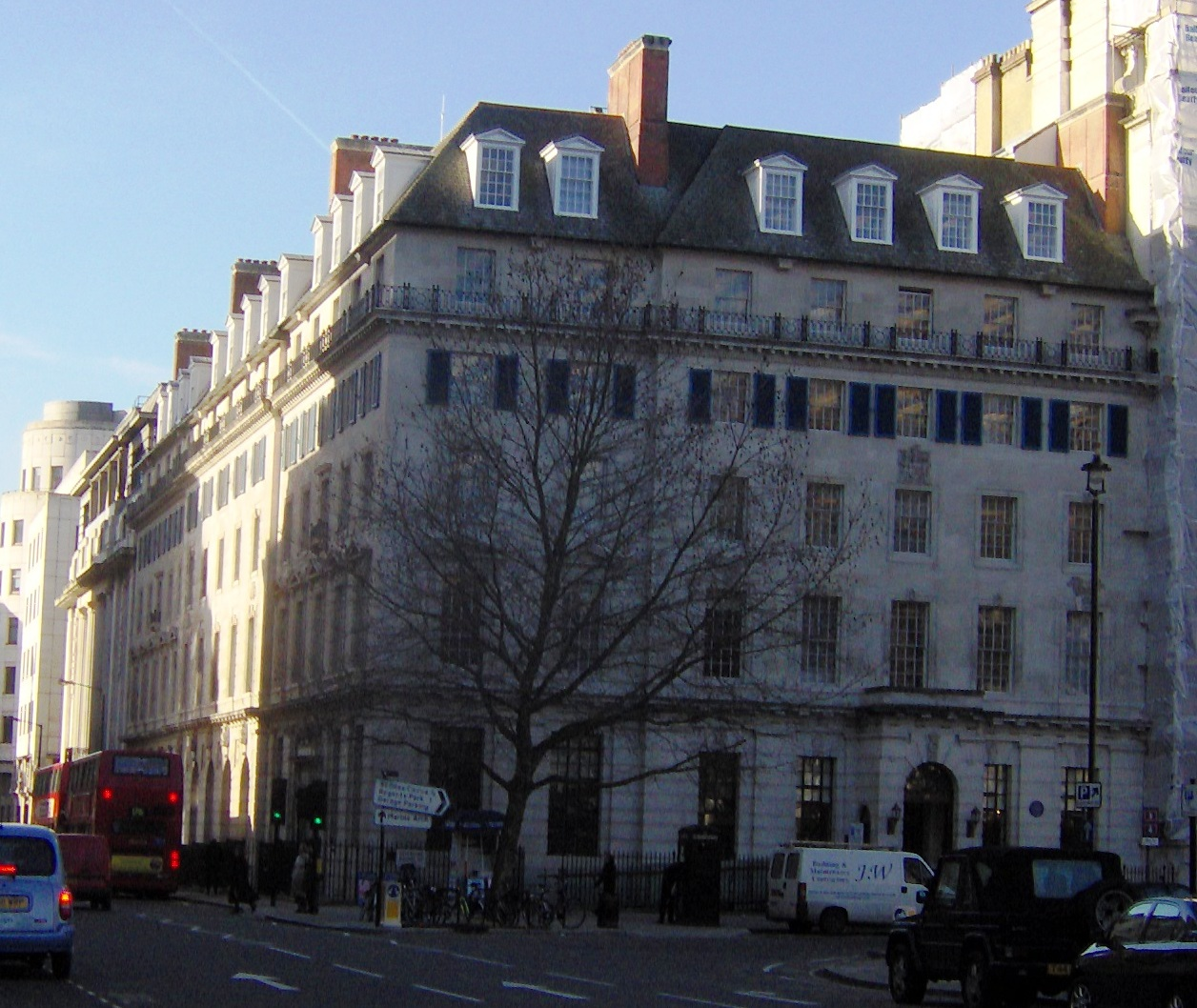
مقر إدارة الكلية في ميدان كافنديش بلندن

كلية التمريض الملكية (بالإنجليزية: Royal College of Nursing)‏ هي منظمة عضوية ونقابة مهنية مقرها في العاصمة البريطانية لندن. أُسست سنة 1916 كمنظمة مهنية للمرضات المدربات تحت اسم «كلية التمريض المحدودة» (بالإنجليزية: College of Nursing Ltd)‏، وكان عدد أعضائها عند إنشائها 34 عضوًا، وحصلت على ميثاق ملكي سنة 1928 وتغير اسمها إلى «كلية التمريض»، ثم تغير اسمها ثانية في سنة 1939 إلى «كلية التمريض الملكية». وفي سنة 1977، سُجلت الكلية كنقابة مهنية.
يبلغ عدد أعضاء الكلية حاليًا ما يزيد على 432 ألف عضو، معظمهم من الممرضات المسجلات، غير أن الكلية تسمح بعضوية طلبة التمريض ومساعدي الرعاية الصحية. ترعى الكلية الملكة إليزابيث الثانية.
تحدد الكلية مهامها بأنها تمثل الممرضات (والممرضين) ومهنتهم، وتدعم الارتقاء بمهنة التمريض وتشكيل السياسات الصحية، ويتبعها معهد كلية التمريض الملكية (بالإنجليزية: RCN Institute)‏ الذي ينظم دورات تدريبية للممرضين.

## وصلات خارجية
- الموقع الرسمي للكلية (بالإنجليزية)